# Reslövs distrikt
Reslövs distrikt är ett distrikt i Eslövs kommun och Skåne län. 
Distriktet ligger nordväst om Eslöv. 

## Tidigare administrativ tillhörighet
Distriktet inrättades 2016 och utgörs av socknen Reslöv i Eslövs kommun.
Området motsvarar den omfattning Reslövs församling hade vid årsskiftet 1999/2000.